# Volo Knight Air 816
Il volo Knight Air 816, operato da G-OEAA, un Embraer EMB 110 Bandeirante appartenente alla Knight Air, era un volo di linea interno operante tra gli aeroporti di Leeds Bradford e di Aberdeen schiantatosi il 24 maggio 1995 con la perdita di tutti a bordo poco dopo il decollo.

## L'incidente
L'aereo partì dall'aeroporto di Leeds Bradford alle 16:47 UTC dalla pista 14, e si vide immediatamente che si stava allontanando dalla traiettoria di volo indicata dall'ATC; un minuto e 50 secondi dall'inizio del volo, il primo ufficiale segnalò dei problemi con gli orizzonti artificiali dell'aereo e chiese di poter tornare a Leeds Bradford.
Il tempo locale era scarso con visibilità limitata, nubi basse e un temporale scatenatosi di recente - "condizioni meteorologiche strumentali turbolente", secondo l'AAIB, e condizioni buie e tempestose secondo i residenti nelle vicinanze.
L'equipaggio, composto dal pilota in comando, dal primo ufficiale e da un assistente di volo, incontrò molte difficoltà a mantenere la rotta durante il ritorno in aeroporto. Successivamente l'aereo virò a sinistra, perse rapidamente quota e si schiantò a Dunkeswick, a nord di Harewood, nello Yorkshire settentrionale, sei miglia a nord-est dell'aeroporto. Nessuno dell'equipaggio o dei nove passeggeri riuscì a sopravvivere.

## Causa
Un rapporto dell'Air Accident Investigation Branch ha rilevato che uno o entrambi gli orizzonti artificiali dell'aereo sono falliti, portando alla perdita di controllo da parte dei piloti e dell'aereo che entra in un'immersione a spirale superando i parametri operativi e portando alla rottura parziale prima dell'impatto.